# Akyamaç, Güzelyurt
Akyamaç là một xã thuộc huyện Güzelyurt, tỉnh Aksaray, Thổ Nhĩ Kỳ.